# Воронцов, Михаил Александрович
Михаил Александрович Воронцов (1900, Гнилицы, Российская империя — 1986, Москва, СССР) — советский разведчик, вице-адмирал. Отец Ю. М. Воронцова.

## Биография
Родился 15 ноября 1900 года в Нижнем Новгороде в русской семье. В 1915 году поступил и в 1918 году окончил военно-фельдшерскую школу.
В РККФ с 1918 года, участник Гражданской войны. В ноябре 1918 — марте 1919 года — санитар Нижегородского военно-морского порта, в марте 1919 — декабре 1920 год — лекпом (помощник лекаря) плавучей мастерской «Урал», в декабре 1920 — июне 1921 года — делопроизводитель санитарной части Центрального нижегородского экипажа Волжской военной флотилии, в июне — октябре 1921 года — лекпом Главного управления сухоподъёма Северного порта, в октябре — ноябре 1921 года — Центрального флотского экипажа Военно-морской академии в Петрограде.
В октябре 1923 года окончил подготовительную школу училища комсостава флота, в ноябре 1926 года — Военно-гидрографическое училище. Член РКП(б) с 1924 года. После окончания училища в ноябре 1926 — апреле 1929 года — прораб, в апреле 1929 — марте 1930 года — старший прораб гидрографического отряда Северной гидрографической экспедиции Ленинграда. В марте 1930 — ноябре 1931 года — командир гидрографического судна «Азимут» и начальник судовой гидрографической партии.
В марте 1934 года окончил Гидрографический факультет Военно-морской академии имени К. Е. Ворошилова.
В 1934 году направлен на Дальний Восток. В марте 1934 — мае 1938 года — начальник гидроштурманского отдела Управления по обеспечению безопасности кораблевождения на Дальнем Востоке, в мае 1938 — феврале 1939 года — помощник начальника гидрографического отдела флота, в феврале — сентябре 1939 год — исполняющий должность заместителя начальника штаба Тихоокеанского флота.
В сентябре 1939 — августе 1941 года (по документам, фактически по июнь 1941 года) — военно-морской атташе при полпредстве СССР в нацистской Германии. 21 июня 1941 года вернулся в СССР. Именно Воронцов привёз донесения о нападении Германии на СССР, которые в виде 6 копий были переданы И. В. Сталину. В августе — сентябре 1941 года — заместитель начальника, в сентябре 1941 — апреле 1945 года — начальник 1-го (Разведывательного) управления НК ВМФ СССР — Главного Морского штаба ВМФ.
В апреле 1945 — апреле 1946 года — начальник Бакинского военно-морского подготовительного училища. В апреле 1946 — июне 1947 года — начальник 3-го управления ГРУ Генштаба ВС, в июне 1947 — марте 1949 года — заместитель начальника 1-го управления Комитета информации при Совете Министров СССР, в марте 1949 — марте 1950 года — начальник 2-го управления ГРУ Генштаба ВС. В феврале — апреле 1950 исполняющий должность заместителя начальника Морского генерального штаба и начальник 2-го Главного управления (Разведывательного) Морского генерального штаба ВМФ, в апреле 1950 — апреле 1952 года — начальник 2-го Главного управления и заместитель начальника Морского генерального штаба.
В апреле — мае 1952 года — в распоряжении Управления кадров ВМС. В мае 1952 — ноябре 1953 год и в сентябре 1956 — марте 1957 года — старший преподаватель кафедры стратегии и оперативного искусства, заместитель начальника кафедры стратегии Высшей военной академии имени К. Е. Ворошилова. В марте 1957 — сентябре 1959 года — заместитель начальника по науке и учебной работе Военно-дипломатической академии Советской армии. В сентябре 1959 — феврале 1960 года находился в распоряжении главкома ВМФ СССР, в декабре 1959 — апреле 1964 года 2-го отдела Главного штаба ВМФ. С апреля 1964 года в запасе. Похоронен в Москве на Кунцевском кладбище в 1986 году.

### Воинские звания
- капитан 1-го ранга (сентябрь 1939);
- контр-адмирал (22 февраля 1944);
- вице-адмирал (25 января 1951);

### Награды
Награждён орденом Ленина (1945), 2 орденами Красного Знамени (1944, 1949), 2 орденами Отечественной войны I степени (1943, 1985), орденом Красной Звезды (1938), медалями, иностранной наградой — Орден Братства и единства II степени (Социалистическая Федеративная Республика Югославия).